# Демьяновское сельское поселение (Вологодская область)
Демьяновское сельское поселение — упразднённое сельское поселение в составе Бабушкинского района Вологодской области.
Центр — деревня Демьяновский Погост.
Население по данным переписи 2010 года — 486 человек, оценка на 1 января 2012 года — 465 человек.

## История

В 2016 году Демьяновское сельское поселение присоединено к Бабушкинскому

Образовано 1 января 2006 года в соответствии с Федеральным законом № 131 «Об общих принципах организации местного самоуправления в Российской Федерации».
В состав сельского поселения вошли сельсоветы:
- Демьяновский (ц. Демьяновский Погост, всего 9 населённых пунктов, ОКАТО 19 208 824),
- Косиковский (ц. Косиково, всего 5 населённых пунктов, ОКАТО 19 208 832)[3].

30 марта 2016 года Бабушкинское и Демьяновское сельские поселения были объединены в сельское поселение Бабушкинское с центром в селе имени Бабушкина.

## География
Сельское поселение граничило с Бабушкинским, Тимановским, Миньковским сельскими поселениями и Тотемским районом.

## Экономика
Основные предприятия: СПК (колхоз) «Демьяновский», цеха по переработке древесины.
Действуют 2 библиотеки, 2 ФАПа, общеобразовательная школа, детский дом, 2 отделения связи.
Ежегодно в июне в деревне Косиково проводится народное гуляние «Заговенская».

## Населённые пункты
В 1999 году был утверждён список населённых пунктов Вологодской области. С тех пор состав Демьяновского и Косиковского сельсоветов не изменялся.
В состав сельского поселения входили 14 деревень.
| Населённый пункт            | ОКАТО          | Рег. номер | Расстояние до районного центра, км | Расстояние до центра поселения, км | Индекс | Координаты                      |
| --------------------------- | -------------- | ---------- | ---------------------------------- | ---------------------------------- | ------ | ------------------------------- |
| деревня Большой Двор        | 19 208 824 002 | 303        | 31                                 | 3,5                                | 161364 | 59°54′18″ с. ш. 43°22′37″ в. д. |
| деревня Демьяновский Погост | 19 208 824 001 | 302        | 25                                 | —                                  | 161364 | 59°54′40″ с. ш. 43°26′07″ в. д. |
| деревня Зеленик             | 19 208 832 002 | 323        | 27                                 |                                    | 161363 | 59°51′12″ с. ш. 43°28′50″ в. д. |
| деревня Климовская          | 19 208 824 003 | 304        | 30                                 | 2,5                                | 161364 | 59°54′31″ с. ш. 43°25′01″ в. д. |
| деревня Ковшево             | 19 208 832 003 | 324        | 29                                 |                                    | 161363 | 59°49′41″ с. ш. 43°28′27″ в. д. |
| деревня Коровенская         | 19 208 824 004 | 305        | 27                                 | 2                                  | 161364 | 59°54′36″ с. ш. 43°24′32″ в. д. |
| деревня Королиха            | 19 208 824 005 | 306        | 31                                 | 4,5                                | 161364 | 59°55′33″ с. ш. 43°22′27″ в. д. |
| деревня Косиково            | 19 208 832 001 | 322        | 22                                 |                                    | 161363 | 59°52′02″ с. ш. 43°24′50″ в. д. |
| деревня Лодочная            | 19 208 824 006 | 307        | 27                                 | 1,5                                | 161364 | 59°54′33″ с. ш. 43°27′15″ в. д. |
| деревня Митино              | 19 208 832 004 | 325        | 12                                 |                                    | 161363 | 59°49′24″ с. ш. 43°17′43″ в. д. |
| деревня Подгорная           | 19 208 824 007 | 308        | 30                                 | 3                                  | 161364 | 59°54′37″ с. ш. 43°23′38″ в. д. |
| деревня Починок             | 19 208 832 005 | 326        | 17                                 |                                    | 161363 | 59°51′34″ с. ш. 43°20′02″ в. д. |
| деревня Стари               | 19 208 824 008 | 309        | 28                                 | 3                                  | 161364 | 59°54′01″ с. ш. 43°28′22″ в. д. |
| деревня Тарабукино          | 19 208 824 009 | 310        | 27                                 | 1                                  | 161364 | 59°54′04″ с. ш. 43°26′47″ в. д. |